# Škoda 706 RTO
Le Škoda 706 RTO est un autobus fabriqué en Tchécoslovaquie à partir de 1958. Il remplace le précédent Škoda 706 RO lancé en 1947, réalisé sur la base du camion Škoda 706 R. 
Cet autobus a été produit en trois versions : urbain, interurbain et ligne.

## Histoire
Le constructeur tchécoslovaque Škoda a toujours fabriqué des autobus et des camions portant le numéro 706 déjà avant la Seconde Guerre mondiale. À la fin des années 1940, Škoda a lancé de nouveaux modèles avec ce nom mais habillés d'une carrosserie produite sous licence de son compatriote Karosa.

### L'autobus Škoda 706 RTO
Le carrossier et constructeur tchécoslovaque d'autobus Karosa, sous couvert des partis communistes respectifs, avait signé le 6 décembre 1958 un accord de coopération avec cession de licence avec son homologue polonais Jelcz, pour la production d'autobus Karosa équipés de moteurs Škoda, dans un nouvel autobus Jelcz 043.
Ce contrat a permis de moderniser l'ancien modèle Škoda 706 RO datant de 1947 pour créer le Škoda 706 RTO. 
L'usine Karosa a produit quatre versions :
- 706 MEX, autocar interurbain à partir de 1963
  - Longueur: 10.870 mm
  - Hauteur: 2.900 mm

- 706 MTZ : autobus urbain

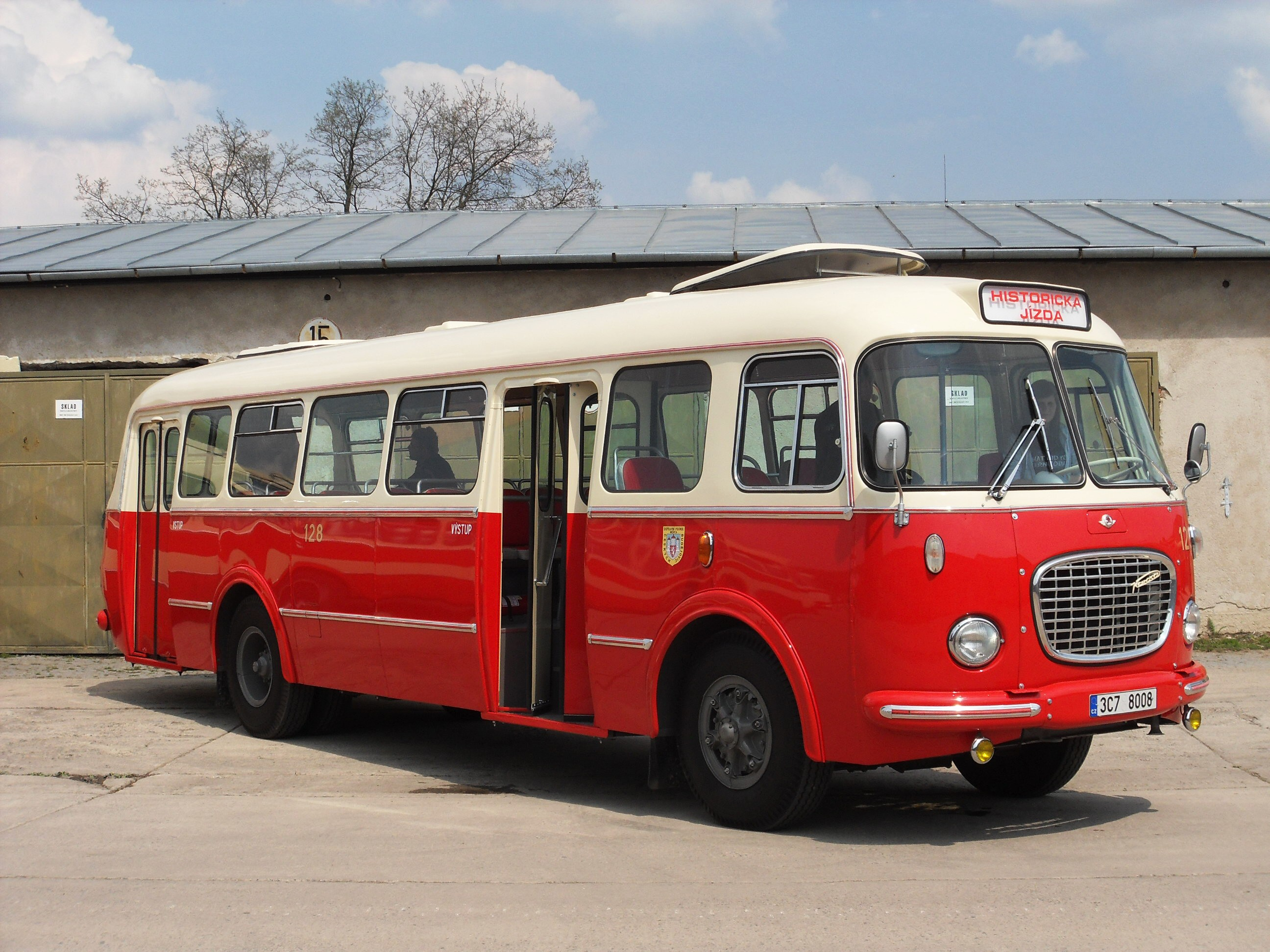
Škoda 706 RTO MEX

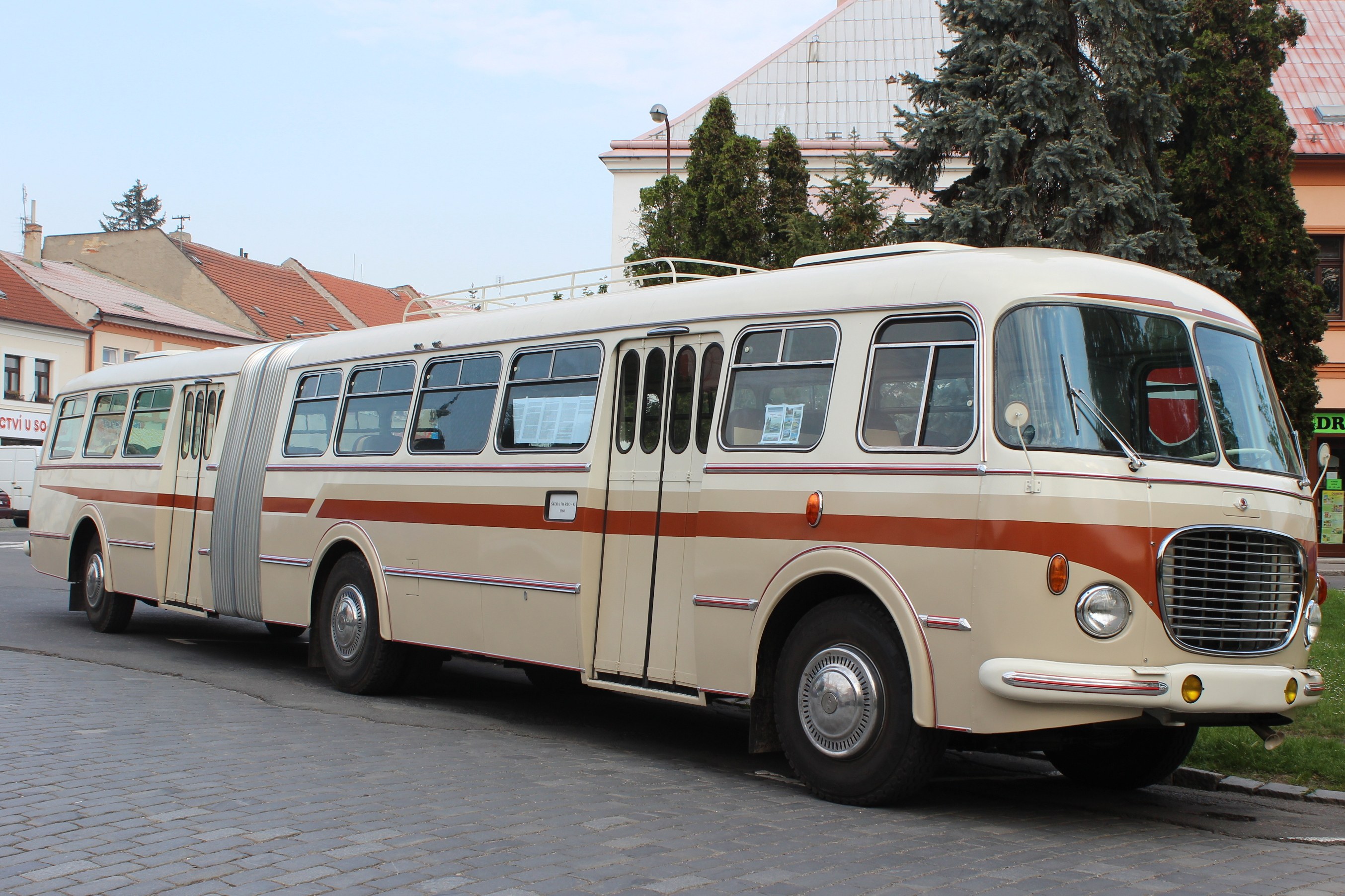
Škoda 706 RTO K articulé

  - capacité : 78 places dont 20 assises
  - Longueur : 10.810 mm
  - Poids total autorisé : 14.400 kg
  - Vitesse maxi : 65 km/h
  - Consommation : 28 l/100 km

Nota : une version articulée de 17 mètres a également été produite.
- 706 KAR interurbain
  - Capacité : 50 places dont 38 assises + 7 sièges enfants
  - Longueur : 10.810 mm
  - Hauteur : 3.180 mm
  - Vitesse maxi : 75 km/h
  - Consommation : 26 l/100 km

- 706 LUX tourisme
  - Capacité : 38 places assises
  - Longueur : 10.810 mm
  - Poids total autorisé : 12.800 kg
  - Vitesse maxi : 85 km/h
  - Consommation : 23 l/100 km

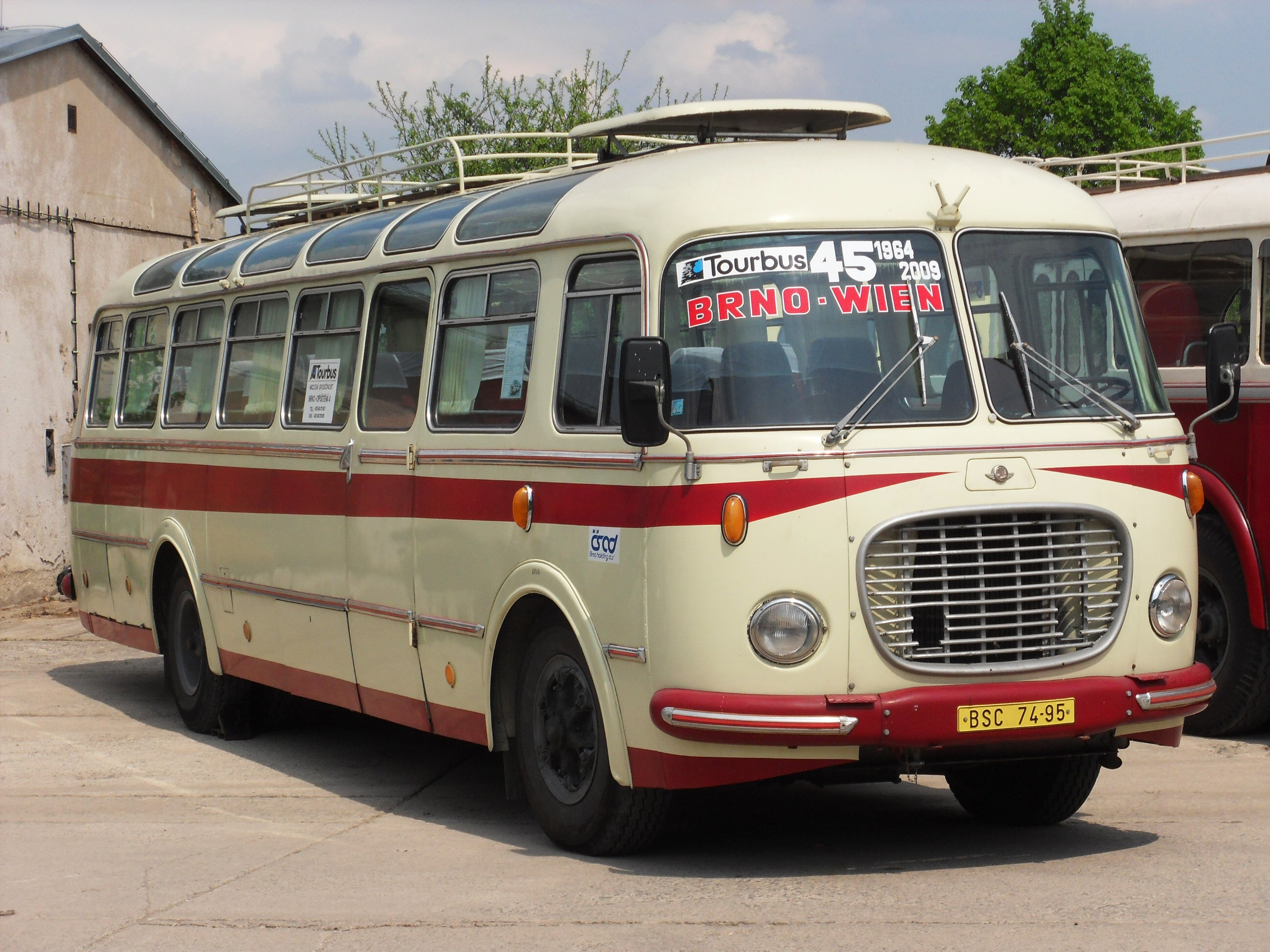
Škoda 706 RTO LUX

L'autobus qui a succédé aux différents Škoda 706 RTO sera la gamme Karosa 11 avec les versions SM - SL & ŠD.